# FMK 9C1手槍
FMK 9C1手槍是美國加州FMK武器公司生產的使用9×19公釐帕拉貝倫彈的半自動手槍。 這種手槍的特色是它的槍套上刻有美國權利法案。 與格洛克的手槍一樣，這種手槍使用聚合物製造槍身，因此重量很輕，價格也相對便宜。FMK 9C1手槍採用純雙動扳機系統，裝有手動扳機保險，亦有子彈上膛顯示。這種手槍另一種安全機制是換彈匣時手槍無法擊發。對槍械管制嚴格的加州已核准這種手槍上市銷售。